# E Più Ti Penso
"E Più Ti Penso" (dịch: "And more I think of you"), còn gọi là "E più ti penso (from Once Upon a Time in America)" là một bài hát tiếng Ý viết bởi Ennio Morricone (phần nhạc) và Mogol, Tony Renis (phần lời), từ bộ phim Once Upon a Time in America. Bài hát được trình diễn bởi Andrea Bocelli hợp tác với Ariana Grande. Bài hát phát hành ngày 1 tháng 10 năm 2015, dưới dạng đĩa đơn mở đầu cho album phòng thu thứ 15 của Bocelli, Cinema.
Bài hát đã mở đầu tại vị trí số 1 trên Billboard Classical Digital Songs Chart.

## Video âm nhạc
Video âm nhạc cho bài hát, với Bocelli và Grande, được phát hành ngày 13 tháng 10 năm 2015, trên kênh VEVO chính thức của Bocelli

## Danh sách bài hát
- Tải kỹ thuật số[5]

1. "E Più Ti Penso (From Once Upon a Time in America)" – 4:27

## Xếp hạng
| Bảng xếp hạng (2015)                       | Vị trí cao nhất |
| ------------------------------------------ | --------------- |
| Hoa Kỳ Classical Digital Songs (Billboard) | 1               |